# Mike York
Michael Allan „Mike“ York (* 3. Januar 1978 in Waterford, Michigan) ist ein ehemaliger US-amerikanischer Eishockeyspieler und derzeitiger -trainer, der während seiner aktiven Karriere zwischen 1999 und 2016 unter anderem 585 Spiele für die New York Rangers, Edmonton Oilers, New York Islanders, Philadelphia Flyers, Phoenix Coyotes und Columbus Blue Jackets in der National Hockey League sowie 300 weitere für die Iserlohn Roosters in der Deutschen Eishockey Liga auf der Position des Centers bestritten hat. Bei den Olympischen Winterspielen 2002 in Salt Lake City gewann York mit dem US-amerikanischen Team die Silbermedaille. Seit 2016 arbeitet er als Trainer bei verschiedenen Universitäten.

## Karriere
Als Dreijähriger schon lernte Mike York das Eishockeyspielen. Seit 1995 spielte er im Team der Michigan State University, in der er auch Wirtschaft studierte. Beim NHL Entry Draft 1997 wurde er in der sechsten Runde an 136. Stelle von den New York Rangers gedraftet. 1999 wurde Mike York von USA Hockey zum besten US-amerikanischen Universitätsspieler gewählt.
Zum Ende der Saison 1998/99 holten die Ranger York noch zum Hartford Wolf Pack, ihrem Farmteam in der AHL. Für die New York Rangers spielte er ab der Saison 1999/2000 in der National Hockey League und wurde in seiner Rookie-Saison dritter in der Calder-Memorial-Trophy-Wertung. Kurz vor Ende der Saison 2001/02 wurde er an die Edmonton Oilers abgegeben. In diesem Jahr stand er auch im Team der USA bei den Olympischen Spielen 2002 in Salt Lake City und gewann dabei die Silbermedaille. Weil Eric Lindros ausfiel wurde er auch für das NHL All-Star Game nachnominiert. Bis 2004 blieb er bei den Oilers.
Die Iserlohn Roosters sicherten sich mit Mike York vor der DEL-Saison 2004/05 einen NHL-Star, da es in der nordamerikanischen Profiliga Uneinigkeit zwischen den Vertretern der NHL und der Spielergewerkschaft National Hockey League Players’ Association über einen neuen Tarifvertrag gab und ein Lockout somit immer wahrscheinlicher wurde. Der Kapitän der Roosters Bryan Adams spielte lange Zeit gemeinsam mit York in Michigan. Heute ist er sein bester Freund in Übersee. Adams kam so auf die Idee, sein aktuelles Team könne York verpflichten. Ein Angebot, das die Sauerländer – trotz des Risikos einer frühzeitigen Rückkehr Yorks in die NHL nach Ende des Lockouts – nicht ausschlugen. Nach der Hauptrunde der Saison 2004/05 wurde er von Trainern, Gesellschaftern und Fachjournalisten zudem zum „besten Center der DEL“ gewählt. In 52 Spielen mit den Roosters brachte er es auf 16 Tore und 46 Vorlagen und spielte im DEL All-Star Game 2005.
Zur Saison 2005/06 kehrte er nach Nordamerika zurück, zwischenzeitlich war er gegen Michael Peca und Draft-Rechte an die New York Islanders abgegeben worden. Auch in der Saison 2006/07 spielte York zunächst für die New York Islanders, wurde jedoch am 20. Dezember 2006 im Tausch gegen Mittelstürmer Randy Robitaille und ein Fünftrunden-Draftrecht zu den Philadelphia Flyers transferiert. In der gesamten Saison kam er auf zehn Tore und elf Vorlagen, seine bisher schwächsten Saisonwerte in der NHL.
Im Sommer 2007 unterschrieb er als Free Agent einen Vertrag bei den Phoenix Coyotes. Auch hier fand York nicht zu alter Stärke zurück und unterbot mit sechs Toren und acht Vorlagen die Werte der Vorsaison. Zum Ende der Saison stand er nicht mehr im Kader und kam so nur auf 63 Spiele. In der Folge vermeldeten Presseagenturen zunächst, dass er in die neu gegründete Kontinentale Hockey-Liga zum HK Sibir Nowosibirsk wechselte, nachdem er zuvor auch bei den Kölner Haien aus der DEL im Gespräch gewesen war. Am 25. Juli gaben jedoch die Columbus Blue Jackets aus der NHL bekannt, dass sie York zur Unterschrift unter einen Einjahresvertrag bringen konnten, der sowohl für das NHL-Team als auch das Farmteam gilt. Im Trainingscamp vor der Saison konnte er sich keinen Platz im NHL-Kader sichern, sodass er in die AHL zu den Syracuse Crunch geschickt wurde. Dort verbrachte er, mit Ausnahme eines Spiels für die Blue Jackets in der NHL, die gesamte Saison und wurde Topscorer seines Teams. Im August 2009 unterschrieb er einen Jahresvertrag bei den Rochester Americans. Im Oktober 2010 unterschrieb York bei den Pelicans in der finnischen SM-liiga.
Zur Saison 2011/12 kehrte er zurück zu den Iserlohn Roosters in die DEL, wo er bis zum Ende der Spielzeit 2015/16 unter Vertrag stand und vor der Saison 2014/15 zum Kapitän ernannt wurde. Im April 2016 wurde sein Vertrag nicht verlängert, seine Trikotnummer 78 aber von den Roosters gesperrt. Ab September 2016 arbeitete York als Assistenztrainer im Eishockeyprogramm seiner Alma Mater, der Michigan State University. Seit 2017 ist er Assistenztrainer der Lake Superior State University.

## Erfolge und Auszeichnungen
| - 1996 CCHA All-Rookie Team - 1998 CCHA Second All-Star Team - 1998 CCHA-Meisterschaft mit der Michigan State University - 1998 CCHA Tournament MVP - 1998 NCAA West First All-American Team - 1999 CCHA First All-Star Team - 1999 CCHA Best Defensive Forward | - 1999 CCHA Player of the Year - 1999 NCAA West First All-American Team - 2000 NHL All-Rookie Team - 2002 Teilnahme am NHL All-Star Game - 2004 Iserlohns Sportler des Jahres - 2005 Teilnahme am DEL All-Star Game |

### International
- 1997 Silbermedaille bei der Junioren-Weltmeisterschaft
- 1997 Topscorer der Junioren-Weltmeisterschaft
- 1997 All-Star-Team der Junioren-Weltmeisterschaft
- 2002 Silbermedaille bei den Olympischen Winterspielen

## Karrierestatistik

### International
Vertrat die USA bei:
| - Junioren-Weltmeisterschaft 1996 - Junioren-Weltmeisterschaft 1997 - Junioren-Weltmeisterschaft 1998 | - Olympischen Winterspielen 2002 - Weltmeisterschaft 2005 |

(Legende zur Spielerstatistik: Sp oder GP = absolvierte Spiele; T oder G = erzielte Tore; V oder A = erzielte Assists; Pkt oder Pts = erzielte Scorerpunkte; SM oder PIM = erhaltene Strafminuten; +/− = Plus/Minus-Bilanz; PP = erzielte Überzahltore; SH = erzielte Unterzahltore; GW = erzielte Siegtore; 1 Play-downs/Relegation; Kursiv: Statistik nicht vollständig)